# Kamenolom
Kamenolom je rudarski pogon u kojem se eksploatira građevinski kamen. U pravilu su površinski osim kod skupocjenih vrsta koje se vade u podzemnim kopovima.
S obzirom na namjenu, način eksploatacije i opremi dvije su osnove vrste:
1. U prvoj vrsti vadi se kamen u blokovima. Taj kamen je za klesarstvo, kiparstvo i završne građevinske radove
2. U drugoj vrsti vadi se lomljeni i proizvodi drobljeni kamen za potrebe građevinarstva.

Kamen se vadi, odvaja odnosno reže posebnim žičnim pilama, odlama od stijene pneumatskim čekićima, bušilicama, klinovima i polugama.
Primjenjuje se i eksploziv. To je kod stijena gdje nije važna finoća. Taj kamen služi za gradnju cesta i nasipa te kao betonski agregat. Proizvod ovih kamenoloma je lomljeni i drobljeni kamen. Proizvodi ga se razbijanjem stijena jakim nabojima eksploziva ili kidanjem stijena batovima, maljevima, trnokopima, klinovima i polugama. Često prateće postrojenje i oprema jest za usitnjavanje i frakcioniranje kamenoga materijala, koja imaju rotacijska ili vibracijska sita, uređaje za unutarnji prijevoz i silose za uskladištenje proizvedenog agregata po frakcijama. Ovakvi se kamenolomi se nerijetkom samo privremeno otvaraju. Otvara ih se uz velika gradilišta, poput velikih gradilišta auto-cesta.
Kod tvrdih eruptivnih stijena rabi se slabi eksploziv koji se ne rasprskava i ne oštećuje blokove. Kamenolomi koji proizvode ovakav kamen kod kojih je bitan fini oblik, opremljeni su snažnim dizalicama za prijenos grubo obrađenih blokova. Odvoze ih teretnim vozilima ili u sklopu kamenoloma često imaju radionice za daljnju obradbu kamena, gdje kamen strojno režu u ploče, zrnčaju, brazdaju, bruse i glačaju.

## Vanjske poveznice
- Kamen Hrvatska tehnička enciklopedija, portal hrvatske tehničke baštine. LZMK